# Funcional de Minkowski
Em matemática, sobretudo na análise funcional, um funcional de Minkowski faz uma interpretação geométrica dos funcionais norma e semi-norma.

## Definição
Seja {\displaystyle X\,} um espaço vetorial topológico real ou complexo.
Um conjunto {\displaystyle S\,} é dito absorvente se:
{\displaystyle X\subseteq \bigcup _{\lambda >0}\lambda S,}
em que {\displaystyle \lambda S=\{\lambda x:x\in S\}\,}.
O funcional de Minkowski {\displaystyle p:X\to \mathbb {R} ^{+}\,} associado a {\displaystyle S\,} é definido como:
{\displaystyle p(x)=\inf\{\lambda >0:x\in \lambda S\},\;\forall \;x\in X.}
- Pode-se mostrar que se {\displaystyle S\,} é um conjunto equilibrado, convexo e absorvente então {\displaystyle p\,} é uma semi-norma.
- Se além disto, {\displaystyle S\,} não contiver nenhum subespaço vetorial não-trivial, então {\displaystyle p\,} é uma norma.